# مكتبة الإمام ابن القيم العامة
مكتبة الإمام ابن القيم العامة هي مكتبة وقفية خيرية أنشئت بداية بجامع شيخ الإسلام ابن تيمية بالرياض وافتتحت بموافقة وزارة الشؤون الإسلامية والدعوة والإرشاد عام 1419، وتضم المكتبة جميع التخصصات الشرعية واللغة والتاريخ، ثم أنشأ لها مبنى مستقل على مساحة 3750 م2، وتضم الآن أكثر من 200000 كتاب.

## نبذة
استفاد من المكتبة كثير من الباحثين وطلاب العلم، وأوقف على المكتبة عدة مكتبات من أهمها مكتبة قاضي عنيزة وشيخ الشيخ ابن عثيمين محمد بن عبد العزيز المطوع، ومكتبة صالح بن علي بن غصون عضو هيئة كبار العلماء، ومكتبة عبد الرحمن الفريان رئيس الجمعية الخيرية لتحفيظ القرآن، ومكتبة الدكتور رمضان عبد التواب المحقق اللغوي وعضو مجمع اللغة العربية بمصر، وقد بلغ عدد المكتبات الوقفية أكثر من 15 مكتبة، وبفضل من الله عز وجل قد تمكنت المكتبة من تسخير أهم التقنيات الحديثة للوصول إلى الكتاب وتسعى المكتبة الآن من خلال موقعها الإلكتروني تقديم خدماتها إلى كافة أنحاء العالم.

## الفهرسة
تستخدم المكتبة جهاز رقمي لتحويل الكتب الورقية إلى كتاب إلكتروني واستطاعت بمدة وجيزة تصوير أكثر من 60 ألف كتاب وتصوير جميع فهارس الكتب ليتمكن الباحثين من طلب التصوير وتحديد الصفحات التي تخص بحثه، كما قامت المكتبة بإنشاء قاعدة بيانات للفهرسة الموضوعية لا تعتمد على المرشحات في تصنيفها للبحث الموضوعي بل تقوم بكتابات جميع موضوعات الكتاب، وقد بلغ عدد الموضوعات أكثر من مليوني موضوع والمؤمل بإذن الله أن تصل عدد الموضوعات أكثر من 40 مليون. إضافة إلى برنامج الفهرس التكاملي حيث بإمكان العالم وطالب العلم ربط مكتبته بمكتبة الإمام ابن القيم.